# Brachiozaury
Brachiozaury (Brachiosauridae) – rodzina roślinożernych dinozaurów z grupy zauropodów
Żyły od środkowej jury do wczesnej kredy na terenach wschodniej Afryki, Ameryki Północnej i Europy. Cechowała je bardzo długa, uniesiona szyja, dzięki której były najwyższymi zwierzętami, jakie kiedykolwiek żyły na Ziemi. Brachiozaur osiągał wysokość do 13 m, zauroposejdon – do 18,5 m. Żyrafia sylwetka brachiozaurów była im prawdopodobnie potrzebna do wyjadania liści i gałęzi z wysokich koron drzew. Długość ciała do 30 m, masa: 30–60 t. Ogon był stosunkowo krótki, kończyny przednie wydłużone, chód czworonożny.
Do rodziny brachiozaurów należały m.in.: astrodon, brachiozaur, cedarozaur, laparentozaur, pleurocel, zauroposejdon.